# Tir aux Jeux olympiques d'été de 2024 - Carabine à 10 m air comprimé hommes
Navigation
Tokyo 2020 Los Angeles 2028
L'épreuve masculine de carabine à 10 mètres air comprimé des Jeux olympiques d'été de 2024 se déroule les 28 et 29 juillet 2024 au Centre national de tir sportif à Châteauroux, en France, à environ 260 km au sud de Paris.

## Records
Avant cette compétition, les records dans cette discipline étaient les suivants : 

## Programme
| Date                | Horaire | Manche        |
| ------------------- | ------- | ------------- |
| Dimanche 28 juillet | 09 h 15 | Qualification |
| Lundi 29 juillet    | 09 h 15 | Finale        |

## Médaillés
| Or                | Argent                | Bronze              |
| Sheng Lihao (CHN) | Victor Lindgren (SWE) | Miran Maričić (CRO) |

## Résultats détaillés

### Qualification
Les 8 meilleurs tireurs se qualifient pour la finale (Q).
| Rang | Athlète                  | Pays            | Séries | Séries | Séries | Séries | Séries | Séries | Total | Notes |
| Rang | Athlète                  | Pays            | 1      | 2      | 3      | 4      | 5      | 6      | Total | Notes |
| ---- | ------------------------ | --------------- | ------ | ------ | ------ | ------ | ------ | ------ | ----- | ----- |
| 1    | Sheng Lihao              | Chine           | 106.0  | 105.5  | 105.3  | 104.9  | 105.6  | 104.4  | 631.7 | Q     |
| 2    | Julián Gutiérrez         | Argentine       | 105.6  | 107.4  | 104.4  | 105.9  | 104.2  | 104.2  | 631.7 | Q     |
| 3    | Danilo Sollazzo          | Italie          | 105.5  | 105.6  | 105.6  | 104.8  | 105.3  | 104.6  | 631.4 | Q     |
| 4    | Miran Maričić            | Croatie         | 105.4  | 105.7  | 106.1  | 106.6  | 104.8  | 102.7  | 631.3 | Q     |
| 5    | Choe Dae-han             | Corée du Sud    | 106.1  | 105.6  | 104.8  | 105.9  | 104.5  | 103.9  | 630.8 | Q     |
| 6    | Victor Lindgren          | Suède           | 105.2  | 105.4  | 105.2  | 105.8  | 104.0  | 105.1  | 630.7 | Q     |
| 7    | Arjun Babuta             | Inde            | 105.2  | 105.4  | 105.2  | 105.8  | 104.0  | 105.1  | 630.1 | Q     |
| 8    | Petar Gorša              | Croatie         | 106.2  | 104.9  | 104.7  | 104.4  | 105.4  | 104.2  | 629.8 | Q     |
| 9    | Jon-Hermann Hegg         | Norvège         | 105.2  | 104.5  | 105.2  | 105.6  | 103.9  | 105.2  | 629.6 |       |
| 10   | Edoardo Bonazzi          | Italie          | 103.4  | 104.7  | 106.3  | 104.7  | 105.9  | 104.5  | 629.5 |       |
| 11   | Lucas Kryzs              | France          | 105.4  | 104.1  | 104.9  | 105.6  | 104.1  | 105.3  | 629.4 |       |
| 12   | Sandeep Singh            | Inde            | 103.6  | 104.0  | 105.5  | 104.8  | 105.4  | 106.0  | 629.3 |       |
| 13   | Park Ha-jun              | Corée du Sud    | 104.1  | 106.1  | 103.2  | 105.6  | 104.2  | 106.0  | 629.2 |       |
| 14   | Maximilian Ulbrich       | Allemagne       | 104.4  | 103.1  | 106.2  | 105.2  | 105.8  | 104.2  | 628.9 |       |
| 15   | Fathur Gustafian         | Indonésie       | 104.1  | 104.0  | 105.1  | 104.1  | 104.8  | 106.6  | 628.7 |       |
| 16   | Jack Rossiter            | Australie       | 104.6  | 104.0  | 104.3  | 106.3  | 105.1  | 104.2  | 628.5 |       |
| 17   | Zalán Pekler             | Hongrie         | 104.9  | 104.7  | 104.5  | 106.1  | 104.7  | 103.5  | 628.4 |       |
| 18   | István Péni              | Hongrie         | 102.9  | 105.0  | 105.8  | 103.9  | 105.3  | 105.4  | 628.3 |       |
| 19   | Edson Ramírez            | Mexique         | 104.1  | 103.7  | 106.4  | 104.6  | 104.9  | 104.6  | 628.3 |       |
| 20   | Patrik Jány              | Slovaquie       | 104.6  | 105.6  | 104.2  | 104.5  | 104.8  | 104.3  | 628.0 |       |
| 21   | Islam Satpayev           | Kazakhstan      | 105.6  | 103.9  | 104.2  | 105.4  | 104.9  | 104.0  | 628.0 |       |
| 22   | Aleksi Leppa             | Finlande        | 103.9  | 104.8  | 104.4  | 104.6  | 104.4  | 105.7  | 627.8 |       |
| 23   | Jiří Přívratský          | Tchéquie        | 106.3  | 104.3  | 105.1  | 104.0  | 103.0  | 105.1  | 627.8 |       |
| 24   | Mohamed Hamdy Abdelkader | Égypte          | 104.0  | 104.5  | 105.6  | 104.6  | 104.9  | 104.2  | 627.8 |       |
| 25   | Maciej Kowalewicz        | Pologne         | 103.4  | 104.8  | 103.9  | 106.9  | 105.6  | 103.2  | 627.8 |       |
| 26   | Alexander Schmirl        | Autriche        | 104.8  | 104.0  | 104.5  | 104.8  | 104.6  | 105.0  | 627.7 |       |
| 27   | Serhiy Kulish            | Ukraine         | 105.1  | 104.5  | 104.4  | 104.1  | 104.5  | 104.8  | 627.4 |       |
| 28   | Martin Strempfl          | Autriche        | 105.3  | 104.1  | 105.4  | 104.4  | 103.7  | 104.3  | 627.2 |       |
| 29   | Nyantaigiin Bayaraa      | Mongolie        | 105.1  | 105.6  | 104.8  | 104.6  | 103.5  | 103.4  | 627.0 |       |
| 30   | Dane Sampson             | Australie       | 104.8  | 104.1  | 104.1  | 105.4  | 104.3  | 104.2  | 626.9 |       |
| 31   | Naoya Okada              | Japon           | 104.9  | 105.4  | 104.9  | 104.4  | 104.5  | 102.7  | 626.8 |       |
| 32   | Konstantin Malinovskiy   | Kazakhstan      | 103.9  | 105.6  | 104.8  | 105.3  | 104.1  | 102.9  | 626.6 |       |
| 33   | Sergey Richter           | Israël          | 104.0  | 104.4  | 104.7  | 103.8  | 104.2  | 105.3  | 626.4 |       |
| 34   | Ivan Roe                 | États-Unis      | 105.0  | 103.7  | 103.9  | 103.3  | 105.0  | 105.4  | 626.3 |       |
| 35   | Rylan Kissell            | États-Unis      | 103.4  | 103.9  | 104.6  | 106.0  | 104.7  | 103.7  | 626.3 |       |
| 36   | Tomasz Bartnik           | Pologne         | 104.5  | 103.8  | 103.6  | 105.2  | 105.9  | 103.1  | 626.1 |       |
| 37   | Lazar Kovačević          | Serbie          | 103.8  | 103.4  | 104.1  | 104.3  | 105.0  | 104.8  | 625.5 |       |
| 38   | František Smetana        | Tchéquie        | 102.9  | 105.4  | 103.7  | 103.7  | 105.0  | 104.8  | 625.5 |       |
| 39   | Ibrahim Korayiem         | Égypte          | 103.7  | 104.7  | 103.7  | 106.1  | 103.5  | 103.4  | 625.3 |       |
| 40   | Marcus Madsen            | Suède           | 103.9  | 102.5  | 105.2  | 104.9  | 104.3  | 104.2  | 625.0 |       |
| 41   | Du Linshu                | Chine           | 104.1  | 104.1  | 103.9  | 105.4  | 103.5  | 104.0  | 625.0 |       |
| 42   | Ole Martin Halvorsen     | Norvège         | 104.5  | 104.5  | 104.1  | 104.5  | 103.5  | 103.8  | 624.9 |       |
| 43   | Muhammad Robiul Islam    | Bangladesh      | 105.5  | 103.2  | 103.5  | 103.4  | 104.7  | 103.9  | 624.2 |       |
| 44   | Carlos Quezada           | Mexique         | 102.2  | 103.6  | 103.5  | 103.8  | 104.8  | 103.7  | 621.6 |       |
| 45   | Romain Aufrère           | France          | 100.7  | 103.6  | 105.1  | 102.9  | 104.6  | 104.5  | 621.4 |       |
| 46   | Israel Gutierrez         | Salvador        | 101.3  | 103.4  | 103.8  | 103.9  | 103.1  | 105.6  | 621.1 |       |
| 47   | Michael Bargeron         | Grande-Bretagne | 104.3  | 103.1  | 102.6  | 103.5  | 102.7  | 104.5  | 620.7 |       |
| 48   | Tye Ikeda                | Canada          | 101.1  | 101.2  | 103.5  | 104.2  | 103.7  | 103.7  | 617.4 |       |
| 49   | Koceila Adoul            | Algérie         | 102.4  | 101.3  | 102.9  | 101.9  | 102.9  | 102.0  | 613.4 |       |

### Finale
Après la 3e série, à chaque série suivante, le moins bon tireur est éliminé, jusqu'à ce qu'ils ne soient plus que deux en compétition.
| Rang                                | Athlète          | Pays         | Séries | Séries | Séries | Séries | Séries | Séries | Séries | Séries | Séries | Total | Notes |
| Rang                                | Athlète          | Pays         | 1      | 2      | 3      | 4      | 5      | 6      | 7      | 8      | 9      | Total | Notes |
| ----------------------------------- | ---------------- | ------------ | ------ | ------ | ------ | ------ | ------ | ------ | ------ | ------ | ------ | ----- | ----- |
| Médaille d'or, Jeux olympiques      | Sheng Lihao      | Chine        | 53.4   | 105.8  | 126.5  | 148.2  | 169.8  | 190.2  | 210.5  | 231.1  | 252.2  | 252.2 | RO    |
| Médaille d'argent, Jeux olympiques  | Victor Lindgren  | Suède        | 52.5   | 104.6  | 125.6  | 146.4  | 167.6  | 188.7  | 209.3  | 230.5  | 251.4  | 251.4 |       |
| Médaille de bronze, Jeux olympiques | Miran Maričić    | Croatie      | 52.8   | 105.1  | 125.3  | 146.2  | 167.8  | 189.0  | 209.8  | 230.0  | -      | 230.0 |       |
| 4                                   | Arjun Babuta     | Inde         | 52.4   | 105.0  | 126.4  | 146.9  | 167.8  | 188.4  | 208.4  | -      | -      | 208.4 |       |
| 5                                   | Danilo Sollazzo  | Italie       | 52.0   | 104.1  | 124.4  | 145.4  | 166.5  | 187.4  | -      | -      | -      | 187.4 |       |
| 6                                   | Petar Gorša      | Croatie      | 51.8   | 104.8  | 125.8  | 145.7  | 165.6  | -      | -      | -      | -      | 165.0 |       |
| 7                                   | Choe Dae-han     | Corée du Sud | 51.7   | 103.3  | 124.1  | 145.2  | -      | -      | -      | -      | -      | 145.2 |       |
| 8                                   | Julián Gutiérrez | Argentine    | 51.4   | 102.7  | 122.8  | -      | -      | -      | -      | -      | -      | 122.8 |       |